# Боярская, Людмила Даниловна
Людмила Даниловна Боярская (Толстых) (27 марта 1939, Борисоглебск, Воронежская область — 9 июля 2016, Львов) — советская и украинская художница театра и кино. Заслуженный деятель искусств Украины (1997).

## Биография
Окончила техникум лесного хозяйства с отличием, после того по совету знакомого тайком от родителей поступила в художественное училище. Выпускница Одесского государственного театрально-художественного училища, дипломной работой были костюмы к спектаклю «Жорж Данден» Мольера.
Начала свой профессиональный путь на Одесской киностудии, где работала художницей по костюмам.
Позже работала в Вильнюсском государственном русском драматическом театре (Литовская ССР), Крымском академическом театре им. Максима Горького, работала над спектаклем в Венгрии в городском театре Кечкемета.
В 1978 году переехала во Львов, художница-сценограф Львовского национального академического драматического театра им. Марии Заньковецкой.
Работала главной художницей театра Западного Оперативного Командования.

## Театральная деятельность
Среди самых известных постановок в театре Западного оперативного командования, к которым оформила костюмы:
- «Любовь — книга золотая» А. Толстого — 1992,
- «Кот Леопольд» М. Хайта − 1994,
- «Зойкина квартира» М. Булгакова-1996,
- «Корсиканка и Наполеон» М. Грубач − 2002,
- «Поминальная молитва» Г. Горина.

В театре им. М. Заньковецкой:
- «Мадам Бовари» Г. Флобера − 1997,
- «Идиот» Ф. Достоевского — 1998,
- «Благочестивая Марта» Т. де Молины— 2003,
- «Дорогой друг» Г. Де Мопассана — 2003,
- «Дом Бернарды Альбы» Ф. Г. Лорки— 2006,
- «Женские игры» Р. Феденева, В ролях Александра Бонковская и Дарья Зелизна.

В своем активе имеет более 250 спектаклей на сценах Львова, Луцка, Хмельницкого, Винницы.

## Фильмография
Художница по костюмам к фильмам:
- «Комэск» (1965, к/м, реж. Геннадий Костюков, в главной роли Алла Демидова; в титрах — Толстых)
- «Прощай» (1966, реж. Г. Поженян; в титрах — Толстых)
- «Короткие встречи» (1967, реж. К. Муратова; в титрах — «'Толстых»')
- «Житейское море» (1983, в соавт.; реж. А. Бабенко, У. Ветер) и др.